# Levitació

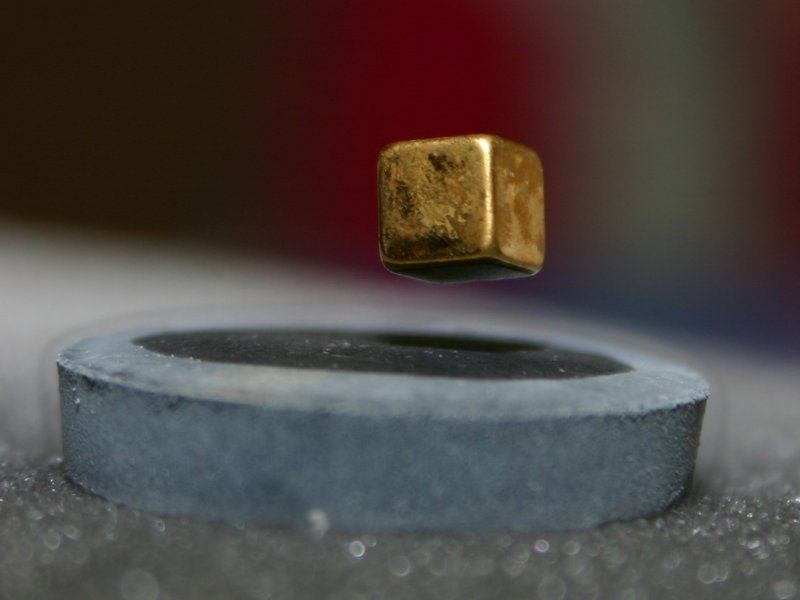
Un imant cúbic levitant sobre un material superconductor.

La levitació és l'acció de suspensió en l'aire d'un cos o objecte sense necessitat que un altre objecte físic mantingui (en contacte) l'objecte que levita o flota.

## Levitació d'objectes
Tradicionalment, aquest terme era atribuït a les forces ocultes, però actualment és aplicable de forma científica gràcies a les teories sobre el magnetisme, en fets com la levitació magnètica aplicada al Tren de levitació magnètica.
També actualment s'aplica a les forces ocultes o trucs de màgia on una sèrie de mags mundialment coneguts, en els seus espectacles realitzen jocs de mans dedicats a la levitació d'objectes com una carta, un paper o qualsevol objecte que tinguin a l'abast.